# André Blais
André Blais, né le 24 janvier 1947 à Drummondville, est un professeur de science politique à l’Université de Montréal. Ses champs de recherche sont le vote et les élections, l’opinion publique et la méthodologie.

## Biographie
Il a obtenu une licence à l'université Laval (1969) en science politique ainsi qu'une maitrise et un doctorat de l'université York (1970 et 1978).
Il est chercheur au Centre interuniversitaire de recherche en économie quantitative (CIREQ) et au Centre interuniversitaire de recherche en analyse des organisations (CIRANO).

## Honneurs
- 1993 - Prix Harold Adams Innis
- 1995 - Bourse Killam
- 1996 - Prix Marcel-Vincent
- 1999 - Membre de la Société royale du Canada
- 2021 - Prix Léon-Gérin